# Шинкай
Шинкай (рум. Șincai) — село у повіті Муреш в Румунії. Адміністративний центр комуни Шинкай.
Село розташоване на відстані 280 км на північний захід від Бухареста, 17 км на північний захід від Тиргу-Муреша, 61 км на схід від Клуж-Напоки, 145 км на північний захід від Брашова.

## Населення
За даними перепису населення 2002 року у селі проживали 1098 осіб.
Національний склад населення села:
| Національність | Кількість осіб | Відсоток |
| -------------- | -------------- | -------- |
| угорці         | 629            | 57,3%    |
| румуни         | 429            | 39,1%    |
| цигани         | 40             | 3,6%     |

Рідною мовою назвали:
| Мова      | Кількість осіб | Відсоток |
| --------- | -------------- | -------- |
| угорська  | 640            | 58,3%    |
| румунська | 448            | 40,8%    |
| циганська | 10             | 0,9%     |